# Bulgarischer Fußballpokal 2021/22
Der Bulgarischer Fußballpokal 2021/22 war die 82. Austragung des Pokalwettbewerbs im Fußball in Bulgarien. Pokalsieger wurde Lewski Sofia. Das Team setzte sich im Finale gegen ZSKA Sofia durch. Durch den Sieg qualifizierte sich Lewski für die 2. Qualifikationsrunde der UEFA Europa Conference League 2022/23.

## Modus
Bis zum Viertelfinale und im Finale wurden die Begegnungen in einem Spiel entschieden. Bei unentschiedenem Ausgang gab es eine Verlängerung von zweimal 15 Minuten und gegebenenfalls ein Elfmeterschießen.
Im Halbfinale wurde der Sieger in Hin- und Rückspiel ermittelt. Bei Torgleichheit entschied zunächst eine Verlängerung und falls erforderlich ein Elfmeterschießen.

## Teilnehmer
| Parwa liga (14) | Wtora liga (17) | Regionalcup (16) |
| --- | --- | --- |
| - Arda Kardschali - Beroe Stara Sagora - Botew Plowdiw - FC Botew Wraza - Lewski Sofia - Lokomotive Plowdiw - Lokomotive Sofia - Ludogorez Rasgrad - Pirin Blagoewgrad - Slawia Sofia - Tscherno More Warna - Zarsko Selo Sofia - ZSKA Sofia - ZSKA 1948 Sofia | - PFC Dobrudscha Dobritsch - SFK Etar Weliko Tarnowo - FC Hebar Pasardschik - Jantra Gabrowo - FK Lewski Lom - Litex Lowetsch - Marek Dupniza - FK Mariza Plowdiw - Minjor Pernik - PFK Montana - Neftochimik Burgas - Septemwri Simitli - Septemwri Sofia - FC Sosopol - Spartak Warna - FK Sportist Swoge - Strumska Slawa Radomir | Nordwest Gruppe: - Lok Gorna Orjachowiza (III) - Lokomotive Mesdra (III) - Partizan Tscherwen Brjag (III) - FC Sewliewo (III) Nordost Gruppe: - FC Dunaw Russe (III) - FK Septemwri Terwel (III) - Tschernomorez Baltschik (III) - Tschernolomez Popowo (III) Südwest Gruppe: - FC Balkan Botewgrad (III) - FC Bansko (III) - Nadeschda Dobroslawzi (III) - Witoscha Bistriza (III) Südost Gruppe: - FK Jambol (III) - FC Krumowgrad (III) - Rodopa Smoljan (III) - Rosowa Dolina Kasanlak (IV) |

## Vorrunde
Teilnehmer: 17 Zweitligisten und 16 Sieger des regionalen Amateurwettbewerbs. Die beiden Zweitligisten Septemwri Simili und Septemwri Sofia sowie Viertligist Rosowa Dolina Kasanlak erhielten ein Freilos für diese Runde.
| Datum      |                                | Ergebnis              |                               |
| ---------- | ------------------------------ | --------------------- | ----------------------------- |
| 04.09.2021 | FC Dunaw Russe (III)           | 1:1 n. V. (2:4 i. E.) | FK Mariza Plowdiw (II)        |
| 04.09.2021 | Tschernomorez Baltschik (III)  | 0:2                   | Minjor Pernik (II)            |
| 07.09.2021 | Nadeschda Dobroslawzi (III)    | 0:3                   | Spartak Warna (II)            |
| 07.09.2021 | FK Septemwri Terwel (III)      | 0:0 n. V. (4:1 i. E.) | Jantra Gabrowo (II)           |
| 07.09.2021 | Witoscha Bistriza (III)        | 1:4 n. V.             | FC Hebar Pasardschik (II)     |
| 07.09.2021 | FK Jambol (III)                | 1:0                   | Strumska Slawa Radomir (II)   |
| 07.09.2021 | Lok Gorna Orjachowiza (III)    | 2:1 n. V.             | Neftochimik Burgas (II)       |
| 08.09.2021 | FC Balkan Botewgrad (III)      | 0:0 n. V. (4:5 i. E.) | SFK Etar Weliko Tarnowo (II)  |
| 08.09.2021 | FC Bansko (III)                | 3:1                   | FC Sosopol (II)               |
| 08.09.2021 | Tschernolomez Popowo (III)     | 0:3                   | Marek Dupniza (II)            |
| 08.09.2021 | FC Krumowgrad (III)            | 1:0                   | Litex Lowetsch (II)           |
| 08.09.2021 | Lokomotive Mesdra (III)        | 1:3                   | PFK Montana (II)              |
| 08.09.2021 | Partizan Tscherwen Brjag (III) | 0:4                   | FK Lewski Lom (II)            |
| 08.09.2021 | Rodopa Smoljan (III)           | 0:0 n. V. (4:2 i. E.) | PFC Dobrudscha Dobritsch (II) |
| 08.09.2021 | FC Sewliewo (III)              | 0:1                   | FK Sportist Swoge (II)        |
|            | Septemwri Simili (II)          | Freilos               |                               |
|            | Septemwri Sofia (II)           | Freilos               |                               |
|            | Rosowa Dolina Kasanlak (IV)    | Freilos               |                               |

## 1. Runde
Teilnehmer: Die 18 Sieger der Vorrunde und alle 14 Erstligisten.
| Datum      |                              | Ergebnis  |                         |
| ---------- | ---------------------------- | --------- | ----------------------- |
| 21.09.2021 | Rodopa Smoljan (III)         | 0:4       | Lokomotive Plowdiw (I)  |
| 21.09.2021 | FC Krumowgrad (III)          | 1:0 n. V. | Zarsko Selo Sofia (I)   |
| 21.09.2021 | Rosowa Dolina Kasanlak (IV)  | 0:6       | Beroe Stara Sagora (I)  |
| 21.09.2021 | FK Jambol (III)              | 0:3       | Arda Kardschali (I)     |
| 21.09.2021 | PFK Montana (II)             | 1:0       | ZSKA 1948 Sofia (I)     |
| 21.09.2021 | SFK Etar Weliko Tarnowo (II) | 1:0 n. V. | Botew Plowdiw (I)       |
| 22.09.2021 | Marek Dupniza (II)           | 0:2       | Lewski Sofia (I)        |
| 22.09.2021 | FC Bansko (III)              | 1:2       | Pirin Blagoewgrad (I)   |
| 22.09.2021 | FK Septemwri Terwel (III)    | 0:1       | Septemwri Simitli (II)  |
| 22.09.2021 | FK Sportist Swoge (II)       | 0:1       | Septemwri Sofia (II)    |
| 22.09.2021 | FC Hebar Pasardschik (II)    | 0:3       | ZSKA Sofia (I)          |
| 23.09.2021 | Minjor Pernik (II)           | 0:2       | Tscherno More Warna (I) |
| 23.09.2021 | FK Mariza Plowdiw (II)       | 1:3       | Slawia Sofia (I)        |
| 23.09.2021 | Spartak Warna (II)           | 0:1       | Ludogorez Rasgrad (I)   |
| 23.09.2021 | Lok Gorna Orjachowiza (III)  | 3:2       | FC Botew Wraza (I)      |
| 08.10.2021 | FK Lewski Lom (II)           | 0:1       | Lokomotive Sofia (I)    |

## Achtelfinale
| Datum      |                        | Ergebnis              |                              |
| ---------- | ---------------------- | --------------------- | ---------------------------- |
| 26.10.2021 | Lokomotive Sofia (I)   | 0:2                   | Lokomotive Plowdiw (I)       |
| 26.10.2021 | Lewski Sofia (I)       | 7:0                   | Septemwri Simitli (II)       |
| 27.10.2021 | Slawia Sofia (I)       | 1:0                   | Pirin Blagoewgrad (I)        |
| 27.10.2021 | Beroe Stara Sagora (I) | 1:0                   | Tscherno More Warna (I)      |
| 28.10.2021 | Septemwri Sofia (II)   | 4:1                   | SFK Etar Weliko Tarnowo (II) |
| 28.10.2021 | Ludogorez Rasgrad (I)  | 3:1                   | Lok Gorna Orjachowiza (III)  |
| 28.10.2021 | ZSKA Sofia (I)         | 2:0                   | Arda Kardschali (I)          |
| 17.11.2021 | FC Krumowgrad (III)    | 2:2 n. V. (1:3 i. E.) | PFK Montana (II)             |

## Viertelfinale
| Datum      |                      | Ergebnis |                        |
| ---------- | -------------------- | -------- | ---------------------- |
| 01.03.2022 | ZSKA Sofia (I)       | 2:0      | Lokomotive Plowdiw (I) |
| 02.03.2022 | PFK Montana (II)     | 0:5      | Ludogorez Rasgrad (I)  |
| 02.03.2022 | Septemwri Sofia (II) | 0:2      | Lewski Sofia (I)       |
| 03.03.2022 | Slawia Sofia (I)     | 2:1      | Beroe Stara Sagora (I) |

## Halbfinale
| Datum             |                       | Gesamt          |                  | Hinspiel | Rückspiel |
| ----------------- | --------------------- | --------------- | ---------------- | -------- | --------- |
| 12.04./21.04.2022 | Slawia Sofia (I)      | 2:2 (6:7 i. E.) | ZSKA Sofia (I)   | 0:2      | 2:0 n. V. |
| 13.04./22.04.2022 | Ludogorez Rasgrad (I) | 1:3             | Lewski Sofia (I) | 2:3      | 0:1       |

## Finale
| Paarung        | ZSKA Sofia – Lewski Sofia |
| Ergebnis       | 0:1 (0:0) |
| Datum          | 15. Mai 2022 |
| Stadion        | Wassil-Lewski-Stadion, Sofia |
| Zuschauer      | 40.600 |
| Schiedsrichter | Nikola Popow |
| Tore           | 0:1 Ilijan Stefanow (57.) |
| ZSKA Sofia     | Gustavo Busatto – Iwan Turizow, Thomas Lam, Menno Koch , Bradley Mazikou – Geferson, Karlo Muhar (56. Amos Youga) – Georgi Jomow, Thibaut Vion (75. Federico Varela), Graham Carey (63. Maurício) – Jordy Caicedo Cheftrainer: Alan Pardew ( England)              |
| Lewski Sofia   | Plamen Andreew – Kellian van der Kaap, José Córdoba, Noah Sonko Sundberg – Dragan Mihajlović, Georgi Milanow, Ilijan Stefanow (82. Adrian Kraew), Filip Krastew, Wenderson Tsunami – Welton Felipe (90.+4' Marin Petkow), Bilal Bari Cheftrainer: Stanimir Stoilow |
| Gelbe Karten   | Thomas Lam, Georgi Jomow, Amos Youga, Iwan Turizow – Wenderson Tsunami, Filip Krastew, Dragan Mihajlović |